# West Hallam
West Hallam é uma grande vila e freguesia próxima de Ilkeston, no condado de Derbyshire na região de East Midlands na Inglaterra  West Hallam possuiu seu próprio conselho de freguesia desde 1894 e, desde 1974, pertence ao bairro de Erewash. A população da freguesia era de 4.829 pessoas no censo de 2001, diminuído para 4.686 pessoas no censo de 2011.

## História antiga
Apesar de não se saber precisamente quando a vila foi estabelecida, ela existia no período do Domesday Book em 1086. A Igreja de St Wilfrid tem mais de 700 anos. Nos séculos XVI e XVII, West Hallam tinha reputação de simpatias católicas em um periodo em que os católicos eram perseguidos.